# Bisetocreagris ussuriensis
Bisetocreagris ussuriensis är en spindeldjursart som först beskrevs av Vladimir V. Redikorzev 1934.  Bisetocreagris ussuriensis ingår i släktet Bisetocreagris och familjen helplåtklokrypare. Inga underarter finns listade.